# Joseph Smith (bobbista)
Joseph Smith (20 dicembre 1925 – 28 marzo 1983) è stato un bobbista statunitense.

## Biografia
Viene ricordato come vincitore di una medaglia d'oro nel bob a quattro, vittoria ottenuta ai campionati mondiali del 1953 (edizione tenutasi a Garmisch-Partenkirchen, Germania) insieme ai suoi connazionali Piet Biesiadecki, Hubert Miller e Lloyd Johnson.
Superarono le nazionali della Germania Ovest e la svedese.